# Xã Monroe, Quận Snyder, Pennsylvania
Xã Monroe (tiếng Anh: Monroe Township) là một xã thuộc quận Snyder, tiểu bang Pennsylvania, Hoa Kỳ. Năm 2010, dân số của xã này là 3.895 người.